# Fordia (plante)
Pour l’article homonyme, voir Fordia.
Genre
Synonymes
- Imbralyx R. Geesink[2]

Fordia est un genre de plantes à fleurs dicotylédones de la famille des Fabaceae, sous-famille des Faboideae, originaire de l'Asie du Sud-Est, qui comprend 18 espèces acceptées. 
Ce sont des arbustes ou arbrisseaux aux feuilles composées imparipennées et aux gousses aplaties contenant 1 à 2 graines, poussant dans les forêts tropicales humides. 

## Liste d'espèces
Selon The Plant List (22 septembre 2018) :
- Fordia albiflora (Prain) Dasuki & Schot
- Fordia brachybotrys Merr.
- Fordia bracteolata Dasuki & Schot
- Fordia cauliflora Hemsl.
- Fordia fruticosa Craib
- Fordia incredibilis Whitmore
- Fordia johorensis Whitmore
- Fordia lanceolata Ridl.
- Fordia leptobotrys (Dunn) Schot, Dasuki & Buijsen
- Fordia microphylla Z.Wei
- Fordia ngii Whitmore
- Fordia nivea (Dunn) Dasuki & Schot
- Fordia ophirensis Ridl.
- Fordia pauciflora Dunn
- Fordia rheophytica (Buijsen) Dasuki & Schot
- Fordia splendidissima (Miq.) Buijsen
- Fordia stipularis (Prain) Dunn
- Fordia unifoliata (Prain) Dasuki & Schot